# Liste der Kulturdenkmale in Döhlen (Freital)
Die Liste der Kulturdenkmale in Döhlen enthält alle Kulturdenkmale des Freitaler Stadtteils Döhlen. Die Anmerkungen sind zu beachten.
Diese Liste ist eine Teilliste der Liste der Kulturdenkmale in Freital.

## Legende
- Bild: Bild des Kulturdenkmals, ggf. zusätzlich mit einem Link zu weiteren Fotos des Kulturdenkmals im Medienarchiv Wikimedia Commons. Wenn man auf das Kamerasymbol klickt, können Fotos zu Kulturdenkmalen aus dieser Liste hochgeladen werden:
- Bezeichnung: Denkmalgeschützte Objekte und ggf. Bauwerksname des Kulturdenkmals
- Lage: Straßenname und Hausnummer oder Flurstücknummer des Kulturdenkmals. Die Grundsortierung der Liste erfolgt nach dieser Adresse. Der Link (Karte) führt zu verschiedenen Kartendiensten mit der Position des Kulturdenkmals. Fehlt dieser Link, wurden die Koordinaten noch nicht eingetragen. Sind diese bekannt, können sie über ein Tool mit einer Kartenansicht einfach nachgetragen werden. In dieser Kartenansicht sind Kulturdenkmale ohne Koordinaten mit einem roten bzw. orangen Marker dargestellt und können durch Verschieben auf die richtige Position in der Karte mit Koordinaten versehen werden. Kulturdenkmale ohne Bild sind an einem blauen bzw. roten Marker erkennbar.
- Datierung: Baubeginn, Fertigstellung, Datum der Erstnennung oder grobe zeitliche Einordnung entsprechend des Eintrags in der sächsischen Denkmaldatenbank
- Beschreibung: Kurzcharakteristik des Kulturdenkmals entsprechend des Eintrags in der sächsischen Denkmaldatenbank, ggf. ergänzt durch die dort nur selten veröffentlichten Erfassungstexte oder zusätzliche Informationen
- ID: Vom Landesamt für Denkmalpflege Sachsen vergebene, das Kulturdenkmal eindeutig identifizierende Objekt-Nummer. Der Link führt zum PDF-Denkmaldokument des Landesamtes für Denkmalpflege Sachsen. Bei ehemaligen Kulturdenkmalen können die Objektnummern unbekannt sein und deshalb fehlen bzw. die Links von aus der Datenbank entfernten Objektnummern ins Leere führen. Ein ggf. vorhandenes Icon  führt zu den Angaben des Kulturdenkmals bei Wikidata.

## Liste der Kulturdenkmale
| Bild                                    | Bezeichnung | Lage                                                 | Datierung | Beschreibung | ID       |
| --------------------------------------- | --- | ---------------------------------------------------- | --- | --- | -------- |
|                                         | OdF-Denkmal | Albert-Schweitzer-Straße (Karte)                     | 1956 (OdF-Denkmal)                                                                                               | Gedenkstein für die Opfer des Faschismus; geschichtliche und künstlerische Bedeutung | 08963938 |
| Weitere Bilder                          | Storchenbrunnen | Albert-Schweitzer-Straße 139; 141 (zwischen)         | 1938 aufgestellt (Brunnenplastik)                                                                                | Brunnenskulptur; von künstlerischer und ortsgeschichtlicher Bedeutung | 09303267 |
|                                         | Sachgesamtheit Wohnanlage Albert-Schweitzer-Straße, August-Bebel-Straße                                                                                   | August-Bebel-Straße 6; 8; 10; 12; 14; 16; 18; 20; 22 | 1930er Jahre (Wohnanlage)                                                                                        | Sachgesamtheit bestehend aus den Wohnhäusern: August-Bebel-Straße 6, 8, 10, 12, 14, 16, 18, 20, 22, Wohnhäuser Albert-Schweitzer-Straße 21, 23, 25, 27, 29, 31, 33 (alles Sachgesamtheitsteile) in offener Bebauung; geschichtliche und städtebauliche Bedeutung | 09301559 |
|                                         | Bahnhof Freital-Deuben | Bahnhofstraße 23 (Karte)                             | 1904 (Empfangsgebäude)                                                                                           | Empfangsgebäude sowie Bahnsteigüberdachung und Fußgängertunnel; weitgehend original erhaltene Bahnhofsanlage von verkehrsgeschichtlicher Relevanz | 08963876 |
|                                         | Zentral-Apotheke | Dresdner Straße 111 (Karte)                          | wahrscheinlich 1899 (Wohnhaus)                                                                                   | Wohnhaus in Ecklage; bildprägend, städtebaulich und baugeschichtlich von Bedeutung | 08963811 |
|                                         | Wohnhaus | Dresdner Straße 113 (Karte)                          | wahrscheinlich 1899 (Wohnhaus)                                                                                   | Wohnhaus in geschlossener Bebauung; städtebaulich relevanter Teil einer Häuserzeile | 08963813 |
|                                         | Wohnhaus | Dresdner Straße 115 (Karte)                          | bez. 1899 (Giebelfeld)                                                                                           | Wohnhaus in geschlossener Bebauung; trotz Veränderungen relevant, da zentraler Bestandteil einer städtebaulich prägenden Häuserzeile | 08963814 |
|                                         | Wohnhaus | Dresdner Straße 117 (Karte)                          | wahrscheinlich 1899 (Wohnhaus)                                                                                   | Wohnhaus in geschlossener Bebauung; Bestandteil einer städtebaulich relevanten Häuserzeile, gestalterische Einheit mit Nr. 119 | 08963812 |
|                                         | Wohn- und Geschäftshaus | Dresdner Straße 118, 120 (Karte)                     | um 1908 (Wohn- und Geschäftshaus)                                                                                | Wohn- und Geschäftshaus in halboffener Bebauung mit drei Eingängen (Dresdner Straße 116 kein Denkmal); im Reformstil, baugeschichtliche Bedeutung, auch städtebauliche Relevanz | 09302015 |
|                                         | Wohnhaus | Dresdner Straße 119 (Karte)                          | wahrscheinlich 1899 (Wohnhaus)                                                                                   | Wohnhaus in Ecklage; korrespondiert mit Nr. 111, bildprägend, städtebaulich und baugeschichtlich relevant | 08963810 |
|                                         | Doppelwohnhaus | Dresdner Straße 121, 123 (Karte)                     | um 1900 (Doppelwohnhaus)                                                                                         | Doppelwohnhaus in halboffener Bebauung; späthistoristische Formensprache, baugeschichtliche und städtebauliche Bedeutung | 09301616 |
|                                         | Wohnhaus | Dresdner Straße 125 (Karte)                          | um 1900 (Wohnhaus)                                                                                               | Wohnhaus in geschlossener Bebauung; u. a. baugeschichtliche Bedeutung | 08963809 |
| Weitere Bilder                          | Doppelwohnhaus | Dresdner Straße 129, 131 (Karte)                     | bez. 1938 (Giebel)                                                                                               | Doppelwohnhaus in geschlossener Bebauung, Ecklage; an städtebaulich wichtiger Stelle, hervorgehoben durch dreigeschossige Holzerker an der Giebelseite und Sgraffito, u. a. baugeschichtliche Bedeutung | 08964049 |
|                                         | Glaswerk Freital | Dresdner Straße 136 (Karte)                          | ca. 1880–1890 (Fabrikanlagenteil)                                                                                | Verwaltungs- und Belegschaftsgebäude des Glaswerkes Freital; bau- und industriegeschichtliche Relevanz | 08963892 |
|                                         | Wohnhaus | Dresdner Straße 177 (Karte)                          | zwischen 1905 und 1910 (Wohnhaus)                                                                                | Wohnhaus in geschlossener Bebauung; baugeschichtliche Relevanz | 08963939 |
|                                         | Wohnhaus | Dresdner Straße 201 (Karte)                          | bez. 1898 (Giebelaufsatz)                                                                                        | Wohnhaus in offener Bebauung; baugeschichtliche Bedeutung | 08963940 |
| Weitere Bilder                          | Allgemeine Ortskrankenkasse | Dresdner Straße 203 (Karte)                          | nach 1920 (Krankenkasse)                                                                                         | Verwaltungsgebäude; ehemalige Ortskrankenkasse, bau- und ortsgeschichtliche sowie städtebauliche Bedeutung | 08963941 |
| Weitere Bilder                          | Handels- und Gewerbeschule | Dresdner Straße 205 (Karte)                          | bez. 1924 (Giebelfeld)                                                                                           | Ehemalige Handels- und Gewerbeschule; bau- und ortsgeschichtliche sowie städtebaulich von Bedeutung | 08963942 |
| Weitere Bilder                          | Finanzamt | Dresdner Straße 207 (Karte)                          | um 1925 (Finanzamt)                                                                                              | Ehemaliges Finanzamt; bau- und ortsgeschichtlich sowie städtebaulich von Bedeutung | 08963943 |
| Weitere Bilder                          | Stadthaus | Dresdner Straße 209 (Karte)                          | wohl 1928 (Wohn- und Geschäftshaus)                                                                              | Sogenanntes Stadthaus; mit Einflüssen der Neuen Sachlichkeit, bau- und ortsgeschichtliche sowie städtebauliche Bedeutung | 08963818 |
|                                         | Kammergut Döhlen | Johann-Georg-Palitzsch-Hof 1 (Karte)                 | Kern 18. Jh. (Kammergut)                                                                                         | Ehemaliges Königliches Kammergut; ortshistorisch bedeutender Vierseithof | 08963746 |
| Direkt Bild zu diesem Denkmal hochladen | Sachgesamtheit Lutherkirche mit Kirchhof und Denkmalhalle                                                                                                 | Lutherstraße                                         | 1881-1882, bez. 1899 (Sachgesamtheit)                                                                            | Sachgesamtheit Lutherkirche mit Kirchhof und Denkmalhalle mit den Einzeldenkmalen: Pfarrkirche im neoromanischen Stil, Denkmalhalle mit Grabsteinen von 1356-1769 und Schönberg-Tempietto (siehe auch Einzeldenkmaldokument – ID-Nr 08963741) und dem Kirchhof mit Einfriedung (Sachgesamtheitsteil); baugeschichtlich und ortsgeschichtlich sowie personengeschichtlich und wissenschaftlich von Bedeutung. | 09301377 |
| Weitere Bilder                          | Lutherkirche mit Kirchhof und Denkmalhalle; Döhlener Kirche                                                                                               | Lutherstraße (Karte)                                 | 1882 (Kirche); bez. 1899 (Denkmalhalle); 1882 (Orgel); 1912 (Gemälde); 19. Jh. (Altar)                           | Einzeldenkmale der Sachgesamtheit: Kirche (mit Ausstattung), Denkmalhalle mit Grabsteinen von 1356–1769 und Schönberg-Tempietto (ID-Nr. 09301377); Pfarrkirche im neoromanischen Stil, bau- und ortsgeschichtlich sowie personengeschichtlich und wissenschaftlich von Bedeutung. | 08963741 |
|                                         | Gedenktafel „Wiener Appell“ | Lutherstraße 2 (Karte)                               | 1955 (Gedenktafel)                                                                                               | Gedenktafel „Wiener Appell“ | 08964029 |
| Weitere Bilder                          | Rathaus Döhlen (ehem.) | Lutherstraße 22 (Karte)                              | bez. 1914–1915 (Rathaus)                                                                                         | Rathaus und Brunnen; bau- und ortshistorisch sowie künstlerisch bedeutend | 08963728 |
| Weitere Bilder                          | Amtsgericht | Lutherstraße 24 (Karte)                              | Kern 1856 (Amtsgericht)                                                                                          | Ehemaliges Amtsgericht, mit flachen Anbauten und frei stehendem Gefängnis; städtebaulich, ortsgeschichtlich und baugeschichtlich von Belang | 08963727 |
| Direkt Bild zu diesem Denkmal hochladen | Inschrifttafel | Lutherstraße 29 (Karte)                              | 1872 (Inschrifttafel)                                                                                            | Inschrifttafel „Brauerei Döhlen 1872“ | 09304153 |
|                                         | Pfarrhaus | Lutherstraße 33, 33b (Karte)                         | 1752, Kern 1680 (Pfarrhaus)                                                                                      | Pfarrhaus und Seitengebäude sowie alte Hofpflasterung und Pfarrgarten mit Einfriedung; Pfarrhaus Putzbau, Seitengebäude Obergeschoss Fachwerk berbrettert, baugeschichtlich und ortsgeschichtlich von Bedeutung | 08963742 |
|                                         | Wohnstallhaus | Mittelweg 8 (Karte)                                  | 1. Hälfte 18. Jh. (Wohnstallhaus)                                                                                | Wohnstallhaus; Obergeschoss Fachwerk, hochgradig in Konstruktion und ursprünglichen Aussehen erhalten, gehört mit zur älteren erhaltenen Generation regionaltypischer Holzbauweise, baugeschichtlich von Bedeutung | 08963726 |
| Direkt Bild zu diesem Denkmal hochladen | Sachgesamtheit Friedhof Döhlen; Bergmannsgräber | Nordstraße 1                                         | 17. Jh. (Pestfriedhof); 1851-1852 (Terrassenfriedhof); 1868 (Neuer Friedhof)                                     | Sachgesamtheit Friedhof Döhlen, bestehend aus zwei Teilen 1. »Terrassenfriedhof« mit Terrassierung (Gartendenkmal), Friedhofsgärtnerhaus und Einfriedung, Jugendstil-Mausoleum der Familie von Burgk (Kriegerdenkmal 1. Weltkrieg) und vier weiteren Grabmonumenten (Einzeldenkmale) und 2. »Neuer Friedhof« mit Torbäumen und Allee (Gartendenkmale) sowie Einfriedung, neogotischer Kapelle, drei Bergmannsgräbern und 10 weiteren Grabmonumenten (Einzeldenkmale) (Einzeldenkmal ID-Nr. 08963740); geschichtlich und gartenkünstlerisch von Bedeutung. | 09301340 |
|                                         | Friedhof Döhlen | Nordstraße 1 (Karte)                                 | 1869 (Bergmannsgrab); 1876 (Bergmannsgrab); 1871 (Friedhofskapelle); nach 1918 (Kriegerdenkmal Erster Weltkrieg) | Einzeldenkmale der Sachgesamtheit Friedhof Döhlen: bestehend aus zwei Teilen, 1. »Terrassenfriedhof«: Friedhofsgärtnerhaus, Einfriedung, Jugendstil-Mausoleum der Familie von Burgk (Kriegerdenkmal 1. Weltkrieg), vier weitere Grabmonumente und 2. »Neuer Friedhof«: Einfriedung, neogotische Kapelle und 13 Grabmonumente (ID-Nr. 09301340); geschichtlich und gartenkünstlerisch von Bedeutung | 08963740 |
|                                         | Doppelwohnhaus | Platz des Friedens 1, 3 (Karte)                      | 1930er Jahre (Doppelwohnhaus)                                                                                    | Doppelwohnhaus; städtebaulich und baugeschichtlich relevant | 08964050 |
| Direkt Bild zu diesem Denkmal hochladen | Wohn- und Geschäftshaus | Potschappler Straße 2 (Karte)                        | 1912/1913 (Wohn- und Geschäftshaus)                                                                              | Wohn- und Geschäftshaus; ortsgeschichtlich und baugeschichtlich sowie sozialgeschichtlich von Bedeutung | 08963808 |
| Weitere Bilder                          | Wohnhaus | Reichardstraße 9 (Karte)                             | 1. Hälfte 19. Jh., mehrere Umbauphasen (Wohnhaus)                                                                | Wohnhaus in offener Bebauung; Obergeschoss Fachwerk, Wohnhaus der Ballonfahrerin Reichard, baugeschichtliche und personengeschichtliche Bedeutung | 08964031 |
|                                         | Fabrikantenvilla | Schachtstraße 15 (Karte)                             | 1912 (Fabrikantenvilla)                                                                                          | Fabrikantenvilla mit Garten; in vielen Details original erhalten, Reformarchitektur; architektonische und ortshistorische Bedeutung | 08964982 |
| Direkt Bild zu diesem Denkmal hochladen | Sachgesamtheitsbestandteil der Sachgesamtheit Bergbaumonumente Freital; Königlich Sächsische Steinkohlenwerke Zauckerode (ehem.) - Königin-Carola-Schacht | Schachtstraße 23                                     | 1872-1876 (Bergbauanlage)                                                                                        | Sachgesamtheitsbestandteil der Sachgesamtheit Bergbaumonumente Freital im OT Döhlen mit folgenden Einzeldenkmalen: Königlich Sächsische Steinkohlenwerke Zauckerode (ehem.) - Restgebäude des ehemaligen Königin-Carola-Schachtes, bestehend aus a) dem Kesselhaus mit elektrischer Kraftzentrale, b) dem parallel zur optisch abgewandten Seite des Kesselhauses aufgeführten Gebäude (vermutlich frühere Lampenstube), c) dem Fördermaschinenhaus des Schachtes 2 und d) dem früheren Beamtenwohnhaus, e) einschl. der sich in südwestlicher Richtung anschließenden Schachthalde (Einzeldenkmal ID-Nr. 08963932). (Siehe auch Sachgesamtheitsliste der Stadt Freital, OT Burgk – ID-Nr. 09303858); wichtige und in ihrem äußeren Erscheinungsbild weitgehend original erhaltene Sachzeugnisse einer einst bedeutenden Schachtanlage. | 09303861 |
| Direkt Bild zu diesem Denkmal hochladen | Königlich Sächsische Steinkohlenwerke Zauckerode (ehem.) – Königin-Carola-Schacht; Paul-Berndt-Grube; Bergbaumonumente Freital                            | Schachtstraße 23                                     | 1872–1876 (Schacht)                                                                                              | Einzeldenkmale der Sachgesamtheit Bergbaumonumente Freital im OT Döhlen: Restgebäude des ehemaligen Königin-Carola-Schachtes, bestehend aus a) dem Kesselhaus mit elektrischer Kraftzentrale, b) dem parallel zur optisch abgewandten Seite des Kesselhauses aufgeführten Gebäude (vermutlich frühere Lampenstube), c) dem Fördermaschinenhaus des Schachtes 2 und d) dem früheren Beamtenwohnhaus, e) einschließlich der sich in südwestlicher Richtung anschließenden Schachthalde (siehe auch Sachgesamtheitsliste Stadt Freital, OT Döhlen – ID-Nr. 09303861); wichtige und in ihrem äußeren Erscheinungsbild weitgehend original erhaltene Sachzeugnisse einer einst bedeutenden Schachtanlage | 08963932 |
|                                         | Wohnhaus | Schulweg 1 (Karte)                                   | um 1800 (Wohnhaus)                                                                                               | Wohnhaus; Obergeschoss Fachwerk, Relikt ländlicher Holzbauweise in verändertem Kontext, baugeschichtliche Bedeutung | 08963745 |
|                                         | Schillerschule | Schulweg 2 (Karte)                                   | um 1905 (Schule)                                                                                                 | Schule und Wandbilder am Anbau aus DDR-Zeit; architektonische, ortsbildrelevante und ortshistorische Bedeutung, die Wandbilder z. T. auch künstlerische Relevanz | 08963744 |
|                                         | Wirtschaftsgebäude | Weißiger Straße 60 (Karte)                           | um 1900 (Seitengebäude)                                                                                          | Wirtschaftsgebäude; Holzkonstruktion, Relikt ländlicher Bauweise in städtischem Kontext, einziges erhaltenes Gebäude Freitals mit Bohlenbinderdach, baugeschichtlich von Bedeutung | 08964990 |

## Ausführliche Denkmaltexte
1. ↑  
Die ev. Lutherkirche von 1883, mit Resten der Vorgängerkirche, ist eine aufwändige neuromanische Basilika mit halbrunder Apsis und hohem Turm sowie dominanter Rosette zur Schauseite; eine Freitreppe führt zum dreibogigen, tabernakelartig übergiebelten Eingang mit Säulen aus Rochlitzer Porphyr, Tympanon mit Relief Christus als Pantokrator. Diese vielgliedrige Kirche entwarf der bekannte sächsische Architekt Gotthilf Ludwig Möckel, der in einer Art „Baukastensystem“ unter Einfluss der „Hannoverschen Schule“ zahlreiche Sakralbauten schuf, ähnliche in der Nähe in Neustadt/Sachsen und Bodenbach. Im Innern dreischiffig, tief angesetztes Chorjoch mit Kreuzrippengewölbe, Apsis, weit herunter gezogener Triumphbogen zum hohen Mittelschiff, flache Holzdecken auch in den Seitenschiffen, Galerie von Gadenfenstern; an drei Seiten eingeschossige Holzemporen zwischen den Stützen eingebunden, Patronatslogen; monumentales Wandbild Kreuzigung von 1912 (Paul Perks); Ausstattung besonders Sandsteintaufe der alten Kirche von 1589 und bauzeitliche Eule-Orgel mit neogotischem Prospekt.
Der Komplex aus Kirche, Pfarranwesen und Kammergut, historischer und struktureller Kern Döhlens, wird weiter aufgewertet durch die Denkmalhalle und den Schönberg-Rundtempel.
Denkmalhalle: im Grundriss stumpfwinklige, nach Osten offene Halle („an russische Bauernhäuser erinnernde Dachkonstruktion“) für 19 wertvolle Grabsteine von Rittergutsbesitzern des 14.–18. Jh., die beim Abbruch der Vorgängerkirche 1882 geborgen wurden (u. a. Küchenmeister, Zeutzsch auf Burgk – Vorfahren der Katharina II von Russland – , von Theler, von Grehsing, der älteste von Barbara Coquina gest. 1365); finanziert u. a. vom Zaren Nikolaus II und vom Baron von Burgk auf Roßtal, errichtet 1899 vom Baumeister Reif nach Anregung und Entwurf des Kunsthistorikers Cornelius Gurlitt; Monument früher Denkmalpflege, daher neben künstlerischer auch wissenschaftliche Bedeutung.
Der Schönberg-Rundtempel ist ein „Tempietto“ auf dem alten Friedhof der Kirche und Alexander Christoph von Schönberg gewidmet (gest. 1801); kleiner Monopteros auf ionischen Säulen, darin Büste des Verstorbenen auf Sockel; Inschrift: „Alexander Christoph / von Schönberg / aus dem Hause Reinsberg / geb. d. XVI Decembr. MDCCXXIV / starb d. XIX April i. MDCCCI.“; die Formenwahl verkörpert Bildungsanspruch und ist Entwürfen Bramantes und Palladios ähnlich (LfD/2012).
2. ↑  
Die ev. Lutherkirche von 1883, mit Resten der Vorgängerkirche, ist eine aufwändige neuromanische Basilika mit halbrunder Apsis und hohem Turm sowie dominanter Rosette zur Schauseite; eine Freitreppe führt zum dreibogigen, tabernakelartig übergiebelten Eingang mit Säulen aus Rochlitzer Porphyr, Tympanon mit Relief Christus als Pantokrator. Diese vielgliedrige Kirche entwarf der bekannte sächsische Architekt Gotthilf Ludwig Möckel, der in einer Art „Baukastensystem“ unter Einfluss der „Hannoverschen Schule“ zahlreiche Sakralbauten schuf, ähnliche in der Nähe in Neustadt/Sachsen und Bodenbach. Im Innern dreischiffig, tief angesetztes Chorjoch mit Kreuzrippengewölbe, Apsis, weit herunter gezogener Triumphbogen zum hohen Mittelschiff, flache Holzdecken auch in den Seitenschiffen, Galerie von Gadenfenstern; an drei Seiten eingeschossige Holzemporen zwischen den Stützen eingebunden, Patronatslogen; monumentales Wandbild Kreuzigung von 1912 (Paul Perks); Ausstattung besonders Sandsteintaufe der alten Kirche von 1589 und bauzeitliche Eule-Orgel mit neogotischem Prospekt. Der Komplex aus Kirche, Pfarranwesen und Kammergut, historischer und struktureller Kern Döhlens, wird weiter aufgewertet durch die Denkmalhalle und den Schönberg-Rundtempel. 

Denkmalhalle: im Grundriss stumpfwinklige, nach Osten offene Halle („an russische Bauernhäuser erinnernde Dachkonstruktion“) für 19 wertvolle Grabsteine von Rittergutsbesitzern des 14.–18. Jh., die beim Abbruch der Vorgängerkirche 1882 geborgen wurden (u.a. Küchenmeister, Zeutsch auf Burgk – Vorfahren der Katharina II von Russland –, von Theler, von Grensing – fast alle im Bergbaukontext); finanziert u. a. vom Zaren Nikolaus II und vom Baron Arthur Dathe, dann von Maximilian Dathe von Burgk auf Roßtal, errichtet 1899 vom Baumeister Reif nach Anregung und Entwurf des Kunsthistorikers Cornelius Gurlitt; Monument früher Denkmalpflege, daher neben künstlerischer auch wissenschaftliche Bedeutung. 

Der Schönberg-Rundtempel ist ein „Tempietto“ auf dem alten Friedhof der Kirche und Alexander Christoph von Schönberg gewidmet (gest. 1801); kleiner Monopteros auf ionischen Säulen, darin Büste des Verstorbenen auf Sockel; Inschrift: „Alexander Christoph / von Schönberg / aus dem Hause Reinsberg / geb. d. XVI Decembr. MDCCXXIV / starb d. XIX April i. MDCCCI.“; die Formenwahl verkörpert Bildungsanspruch und ist Entwürfen Bramantes und Palladios ähnlich (LfD/2012).
3. ↑  
Denkmaltext: Der Döhlener Friedhof ist einer der drei bedeutenden Friedhöfe Freitals und besteht aus dem "Terrassenfriedhof" und dem "Neuen Friedhof"; neben seiner großen ortshistorischen Relevanz ist er auch gartenbaulich und, durch einige Grabstätten, künstlerisch von Belang.

Der Terrassenfriedhof wurde 1851/52 angelegt, nachdem seine untere Fläche nahe der alten Döhlener Kirche bereits im 17. Jh. als Pestfriedhof genutzt worden war. Ein kurzer ansteigender Weg führt zum Eingangstor, ein Stichweg zum Haus des Friedhofsgärtners. Die Einfriedungsmauer aus Bruchsteinmauerwerk mit Sandstein-Abdeckplatten hat ein schmiedeeisernes Eingangstor im Süden westlich des Gärtnerhauses und eines östlich davon, im Westen gibt es einen zurückgesetzten Mauerabschnitt, ebenfalls mit schmiedeeisernem Tor; ein geradlinig verlaufender Hauptweg von Süd (Südtor) nach Nord, ein Weg vom Westtor nach Ost und ein Hauptweg von Ost (Treppenanlage) nach West, alle mit wassergebundener Decke, bilden die Struktur dieses Friedhofsteils mit, die anderen Elemente dazu sind zwei von Nord nach Süd laufende schmale Terrassen mit Stützmauern und Treppen und jeweils im Osten und im Westen eine dreieckige Fläche; am südlichen Zugangsweg stehen drei Linden, eine weitere steht am Kreuzungspunkt der beiden Hauptwege, vor dem Westtor befinden sich noch zwei große alte Linden, unter Naturschutz steht eine Robinie am Ende des Hauptweges. 

Große Teile des Terrassenfriedhofs sind "romantisch" ungenutzt und auch atmosphärisch geprägt von einigen wichtigen Grabstätten. Die wichtigste (und auch größte in Freital) ist die sog. Gruftanlage „B“ (Burgk), konzipiert als Familiengrabstätte der Freiherren und Montanunternehmer Dathe von Burgk, von diesen aber nie belegt. Die aufwändige Grabanlage von etwa 1905 mit dreischiffiger und überwölbter unterirdischer Gruft ist stilistisch an den geometrischen Jugendstil angelehnt. Der Zugang zur Grablege erfolgt über eine abwärts führende Treppe in einen kubischen Baukörper über quadratischem Grundriss, dessen Frontseite in einer Art stark stilisierten Tempelfassade gestaltet ist;  auf dem Dach des Grufteingangs die lebensgroße Figur einer sitzenden Trauernden (bez. Henze 1903); zwei weiter nach oben führende Treppen, dort Monument in der Art eines Wandgrabes von 1932, dem Jahr der Umwidmung der Grabstätte zum Kriegerdenkmal 1914-18, nachdem das Mausoleum vom Freiherrn von Burgk der Lutherkirche geschenkt worden war; Tafel mit Namen von im 1.Weltkrieg gefallenen Freitalern.
Weitere Grabmale hier das klassizistische der Johanne Christine (...) meister von 1833; das Begräbnis der Familien Gerlach und Schubert, um 1910, mit weiblicher Jugendstil-Figur in antikisierender Gewandung aus weißem Marmor; die neugotischen, reich gestalteten (wenn auch in schlechtem Zustand sich befindenden) Monumente der Künzelmann (1857 u. 1865). 

Der "Neue Friedhof" wurde 1868 angelegt, die Kapelle, die erste in Freital, 1871 gebaut. Eine ansteigende, in das Gelände eingeschnittene Straße führt zum Haupttor, von Süden steigt ein Weg mit Treppe zur Pforte an. Die Einfriedungsmauer aus Bruchsteinmauerwerk mit Sandstein-Abdeckplatten (mit Resten von Familinegräbern) hat im Osten und Süden je ein schmiedeeisernes Eingangstor mit Sandstein-Torpfeilern; auf der regelmäßigen Friedhofsfläche verläuft ein Hauptweg von Ost nach West, den eine platzförmige Aufweitung mit der Kapelle unterbricht; ein zweiter Hauptweg kreuzt ihn im letzten Drittel des Areals; Querwege gliedern den Friedhof in einzelne Quartiere; Wege mit wassergebundener Wegedecke; vor dem Osttor stehen als Torbäume zwei Linden, weitere Linden umranden den Kapellenplatz, als Allee führen sie sodann zum westlichen Ende. Die in Kreuzform geführten Alleen des Neuen Friedhofes tragen entscheidend zu seiner Relevanz als Gartendenkmal bei. 
Mehrere Grabanlagen sind hervorzuheben, vor allem aus ortshistorischen Gründen die Bergmannsgräber 
  1. Bergmannsgrab: Steinkreuz auf Sockel, Grabstätte mit schlichter Einfassung, Sockel mit Inschrift "Zum Andenken an die im Jahre 1869 auf dem Segen-Gottes-Schacht verunglückten Bergmänner". In dieser Grabstätte wurden die unmittelbar nach der Bergbaukatastrophe geborgenen Leichname von 38 Bergleuten bestattet, die anderen und teilweise erst nach Wochen gefundenen sterblichen Überreste der ums Leben gekommenen Bergmänner konnten nicht mehr hierher gebracht werden. Sie (238 Bergleute) fanden ihre letzte Ruhe im Gemeinschaftsgrab am Segen-Gottes-Schacht;
  2. Bergmannsgrab: Schlichter, aus Bruchstein gesetzter Grabstein, zwei Steinplatten mit Inschrift und Namensliste, schwer lesbar. Es handelt sich hierbei um das Gemeinschaftsgrab für die 25 Bergleute, die 1876 auf dem Windbergschacht durch eine Schlagwetterexplosion den Tod fanden.

Weitere Grabstätten das Begräbnis Döhnert (um 1910?), Gansauge (um 1910?), Brückner (um 1920), Garten und Kretzschmar (ca.1914), Sander (um 1910), Nägel (um 1910), Römisch (um 1881),Tischer (ca.1903), Rössler und Klügel (ca.1912), schließlich Knieling (um 1917), mit Figur wiederum von Robert Henze (von dem auch die Skulptur der Gruftanlage "B" stammt), des Schülers Schillings und Rietschels (1827-1906) - LfD/2012.